# Église Notre-Dame des Placeres
L'église Notre-Dame des Placeres (Igrexa da Nosa Señora dos Praceres) est un édifice religieux catholique sis dans la commune de Pontevedra,  en Galice (Espagne). De style néogothique l’église fut construite à la fin du XIXe siècle.
Le temple se trouve dans la paroisse civile de Lourizán et fut érigé au-dessus d’une chapelle précédente, au bout de la barre du port.

## Histoire
La Vierge de Notre-Dame des Placeres était vénérée en ce lieu depuis le Moyen Âge car il était dangereux pour les marins. Les navires étaient avertis par un fanal qui servait également à indiquer les eaux juridictionnelles de Pontevedra. Notre-Dame des Placeres aidait à surmonter les difficultés rencontrées pour traverser la barre du port. D’autre part les troupes du corsaire Francis Drake n'ont pas réussi à traverser cette barre de sable située à Lourizán, un fait que les habitants de Pontevedra ont interprété comme une défense de la ville par cette Vierge.
Dans les années 80 du XIXe siècle, le prêtre de Lourizán, Marcial Sineiro, au vu de la détérioration de l'ancienne église paroissiale, s'est adressé au conseil municipal de Pontevedra et à l'archevêque de Saint-Jacques-de-Compostelle pour demander de l'aide afin de construire une nouvelle église, une demande qui a été rejetée faute de moyens économiques. Ce prêtre, soutenu par les voisins, s'est donc adressé à Eugenio Montero Ríos, député au Parlement espagnol, pour qu'il intervienne auprès du ministère de la Grâce et de la Justice afin que l'État approuve la construction de la nouvelle église. Montero Rios est intervenu devant le ministère et a également fait don d'une partie du terrain qu'il possédait près du banc de sable. Le projet a été confié à l'architecte Domingo Sesmero et les travaux ont été attribués pour un montant de plus de 72.000 pesetas.
La première pierre de l'église a été posée le 10 mai 1887 et les travaux ont été achevés le 19 novembre 1888. Reconnaissant que l'œuvre est due à son initiative et à sa protection, les restes mortels d'Eugenio Montero Ríos, bienfaiteur de l'église, et de son épouse, Avelina Villegas Budiños, reposent dans un panthéon à l'intérieur de l'église, dans la chapelle gauche près de l'autel de Notre-Dame des Plaisirs (anciennement appelée Vierge de Quitapesares).

## Description
L'église est de style néo-gothique inspiré du gothique flamboyant, est construite en pierre de granit et possède une tour centrale de 33 mètres de haut. 
Son plan est en forme de croix latine. Elle possède une seule grande nef avec deux chapelles latérales près du chevet semi-décagonal. La nef couverte de voûtes d'arêtes, est composée de trois sections rectangulaires séparées par des arcs doubleaux en plein cintre. Son ornementation intérieure est gothique et se compose de trois plaques de marbre blanc avec des inscriptions consacrées au règne d'Alphonse XIII lors de la construction du temple ; au président du Conseil des ministres, Práxedes Mateo Sagasta et à l'illustre Galicien Eugenio Montero Ríos.
La façade principale possède de hauts contreforts et se termine par une flèche  gothique. La porte d'entrée est encadrée par deux archivoltes brisées. Au-dessus et sur les côtés de la porte, il y a des fenêtres étroites et très allongées, terminées par des arcs brisés. Au-dessus de la fenêtre centrale, il y a une rosace avec une fleur à quatre pétales.
Le plan du temple est sa façade principale sont orientés à l'est, dans la direction opposée à ce qui serait normal (orienté vers l'ouest, face à la mer et à la ria de Pontevedra).

## Galerie

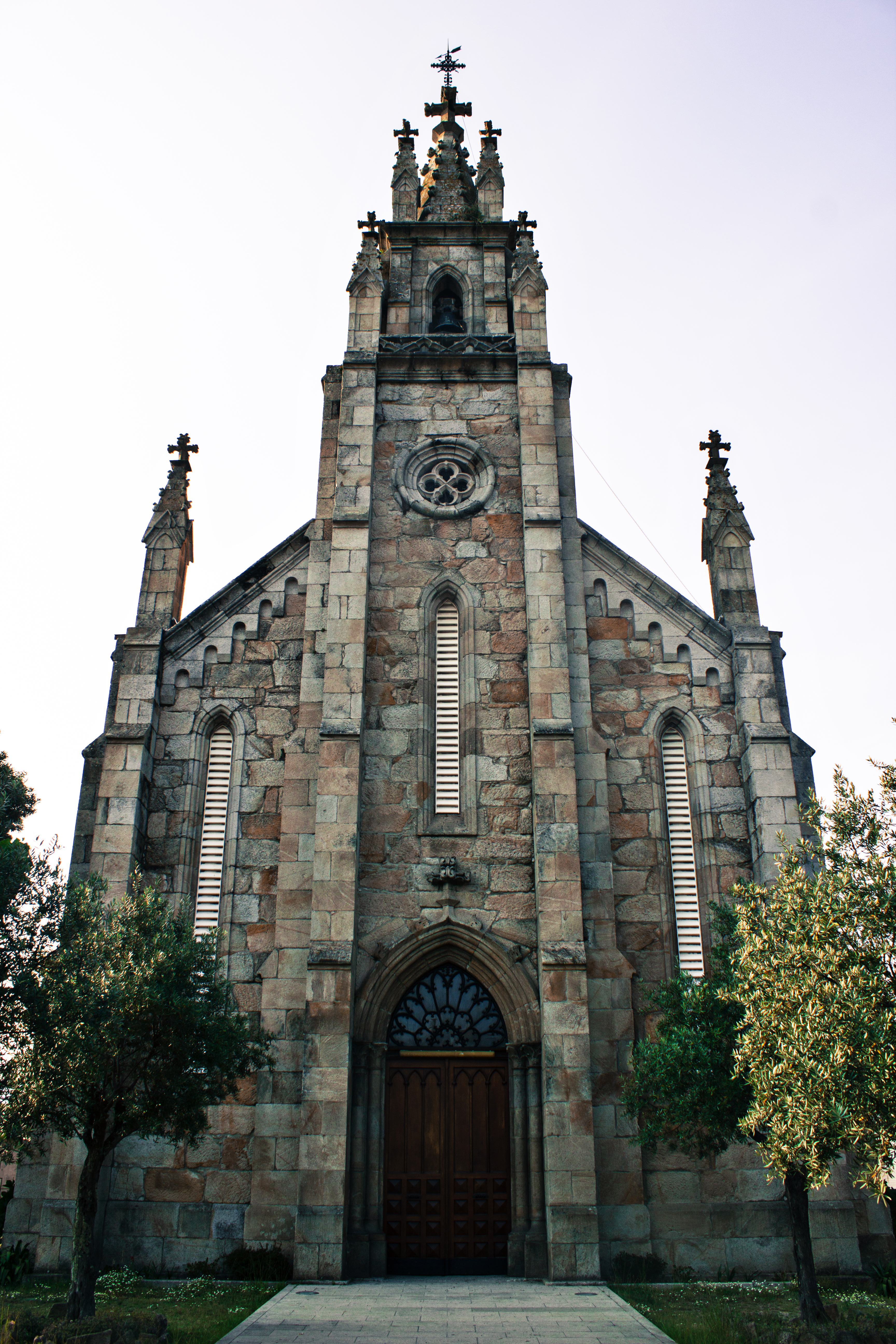
Façade
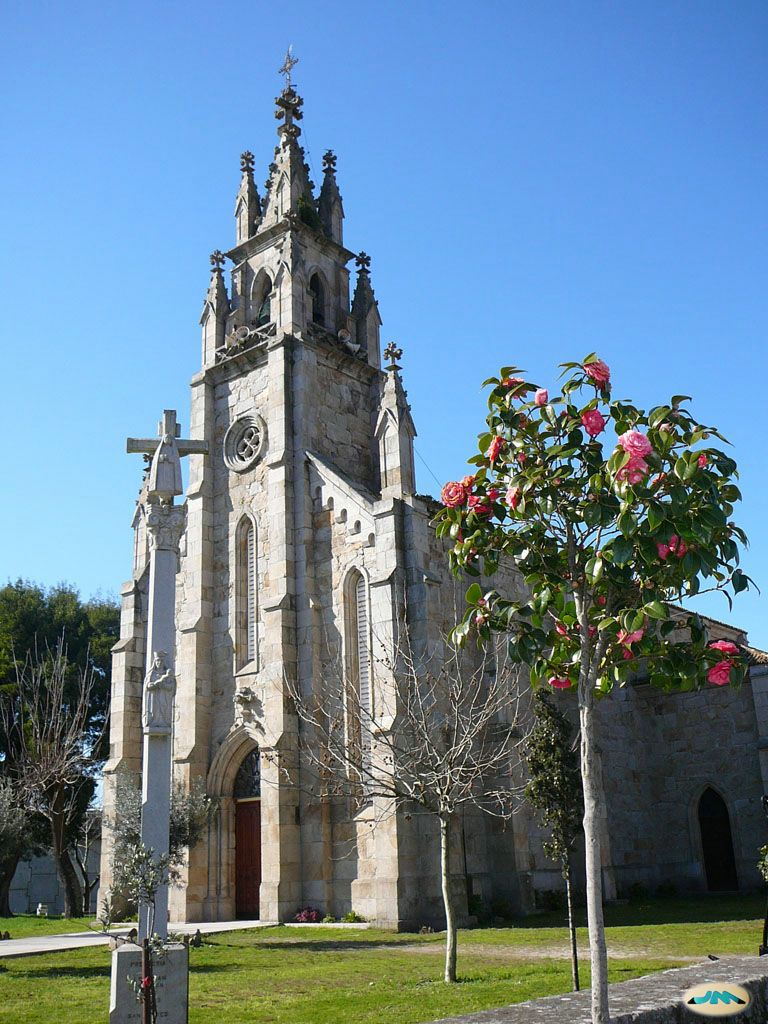
Façade et mur latéral de l’église
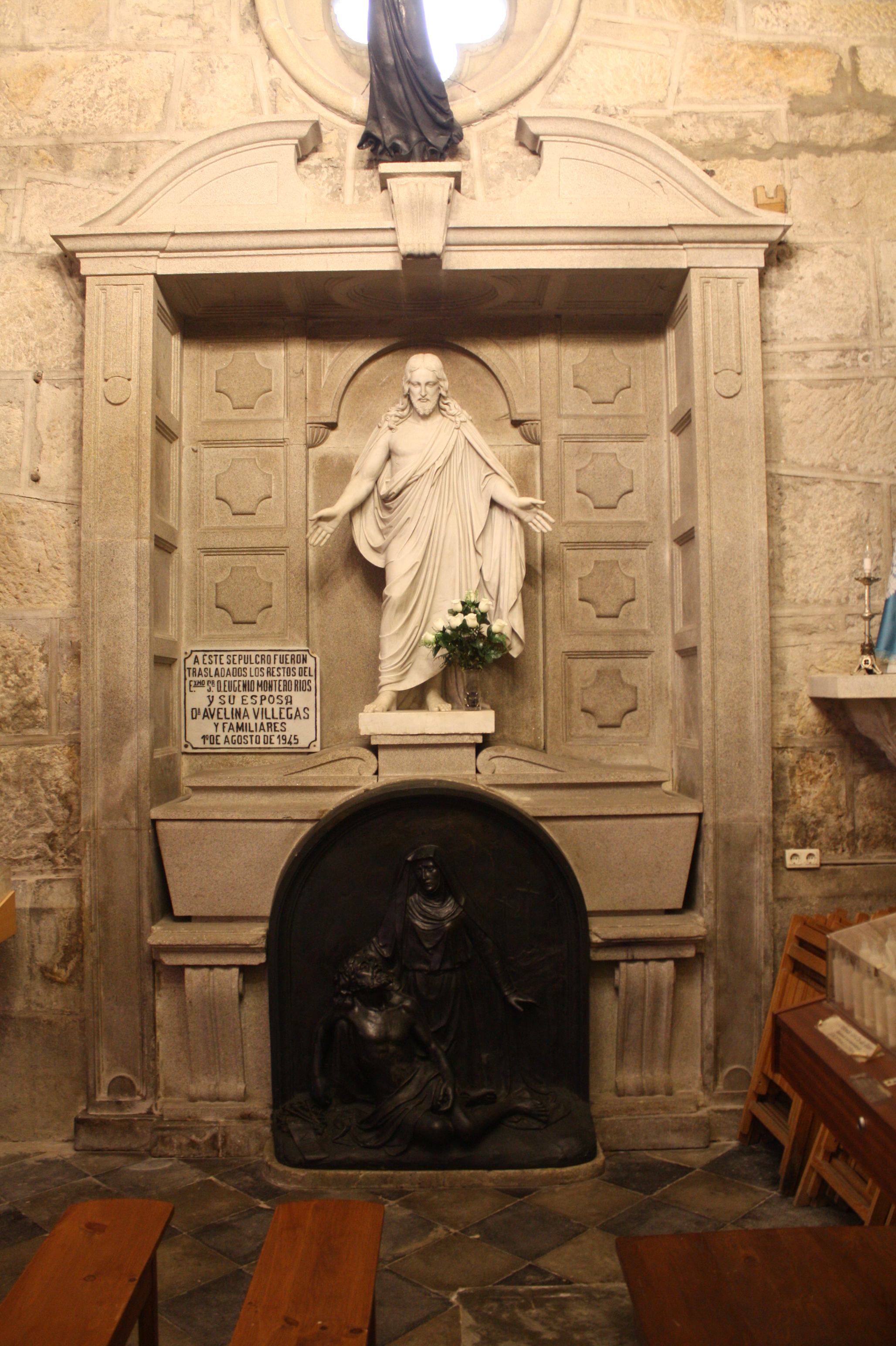
Le tombeau d'Eugenio Montero Ríos à l'intérieur
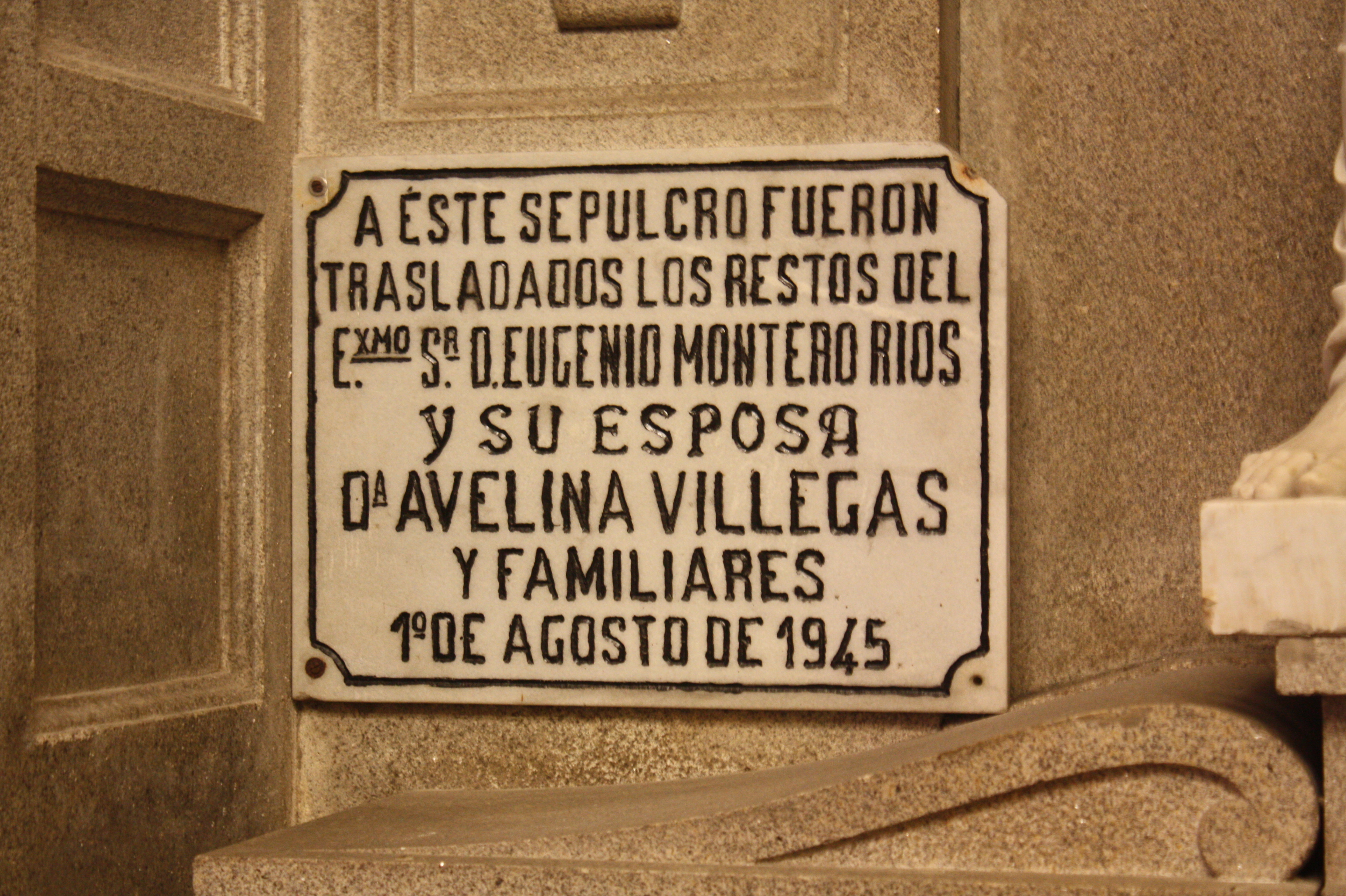
Plaque à côté du tombeau

### Autres articles
- Alejandro Sesmero
- Style néogothique